# کوجاولی‌لر (قره‌عیسی‌لی)
کوجاولی‌لر (به ترکی استانبولی: Kocaveliler) یک منطقهٔ مسکونی در ترکیه است که در کارایسالی واقع شده‌است.